# Mesostenus nepomis
Mesostenus nepomis là một loài tò vò trong họ Ichneumonidae.